# Manifesto Dadaísta
O Manifesto Dadaísta de Ball (em francês: Le Manifeste DaDa) é um texto do escritor e poeta alemão Hugo Ball, criado em 14 de julho de 1916 e lido no mesmo dia no Waag Hall em Zurique. Considerado a primeira publicação do movimento Dadá , conhecido como dadaísmo. Nesse manifesto, Hugo Ball expressa a sua objeção à transformação para um movimento artístico, mesmo sendo um dos fundadores e estado ativamente inserido por 6 meses, e esta foi sua primeira ruptura com os seus amigos, nomeadamente com Tristan Tzara. A leitura do manifesto inaugurou uma nova era na arte moderna. 

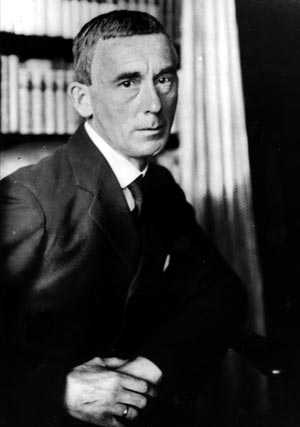
Hugo Ball

Em 1918, Tzara publicou outro manifesto, tido como um dos principais documentos do movimento, juntamente com o de Ball e o Manifesto Dadaísta de Richard Huelsenbeck, proferido alguns meses antes, naquele mesmo ano. Este último, dos muitos manifestos dadaístas, é o mais elaborado, o mais famoso e o mais discutido.

## Contexto histórico
O Manifesto Dadaísta surgiu em um contexto de grande turbulência social e política. A Primeira Guerra Mundial estava em curso e a Europa vivia um período de grande destruição e sofrimento. O dadaísmo surgiu como uma resposta a essa realidade, buscando negar os valores tradicionais da arte e da sociedade.
O dia 5 de fevereiro de 1916 marcou o nascimento do movimento Dadá, graças aos poetas Hugo Ball, Richard Huelsenbeck, Tristan Tzara, aos pintores Jean Arp, Marcel Janco, Sophie Taeuber. Eles tomaram posse de uma taberna na Spiegelstrasse, transformaram-na em um café literário e artístico e a renomearam Cabaret Voltaire. Para ganhar a confiança do proprietário do local, Hugo Ball alegou querer perpetuar a tradição berlinense e parisiense dos cabarés pré-guerra, mas, na realidade, demonstrava outras ambições mais radicais: espírito de negação e escárnio, destruição voluntária da linguagem, criação de outra linguagem não corrompida por convenções, invenção de sons e poesia onomatopaica, ambos cantados e, se possível, acompanhados por instrumentos de percussão e gritados, com figurinos provocativos, como um traje rígido de papelão prateado representando um falo. 

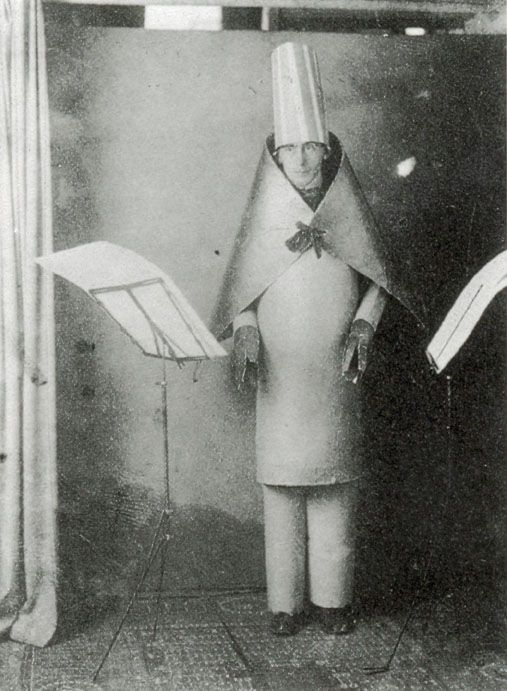
Hugo Ball no Cabaré Voltaire

Em março de 1917, os poetas inauguraram a Galeria Dadá, que oferecia palestras, performances e visitas guiadas a exposições educativas. Porém, Ball não compartilhava da ambição de Tzara de expandir o Dadá para um vasto movimento internacional.

## Propostas e impacto
O Manifesto Dadaísta é um texto curto e contundente. Nele, Ball critica a racionalidade e a lógica que, segundo ele, levou à guerra e à destruição, e também critica a cultura tradicional e a arte academicista, que considera irrelevantes para o mundo moderno.
O Manifesto Dadaísta de Ball propõe uma nova estética, baseada na negação, na irracionalidade e no caos. Defende a liberdade de expressão e a experimentação artística, sem se preocupar com regras ou convenções. Teve um impacto significativo na arte moderna e inspirou o desenvolvimento de diversos movimentos artísticos de vanguarda, como o surrealismo e o expressionismo abstrato.
À época, surgiram críticas argumentando que o Manifesto era um texto niilista e negativo, além da falta de clareza e de propostas concretas.

Apesar das críticas, o Manifesto Dadaísta de Ball é um documento importante para a história da arte, uma vez que representa um momento de ruptura com a tradição e um marco na busca por novas formas de expressão artística.